# Lista de alimentos instantâneos

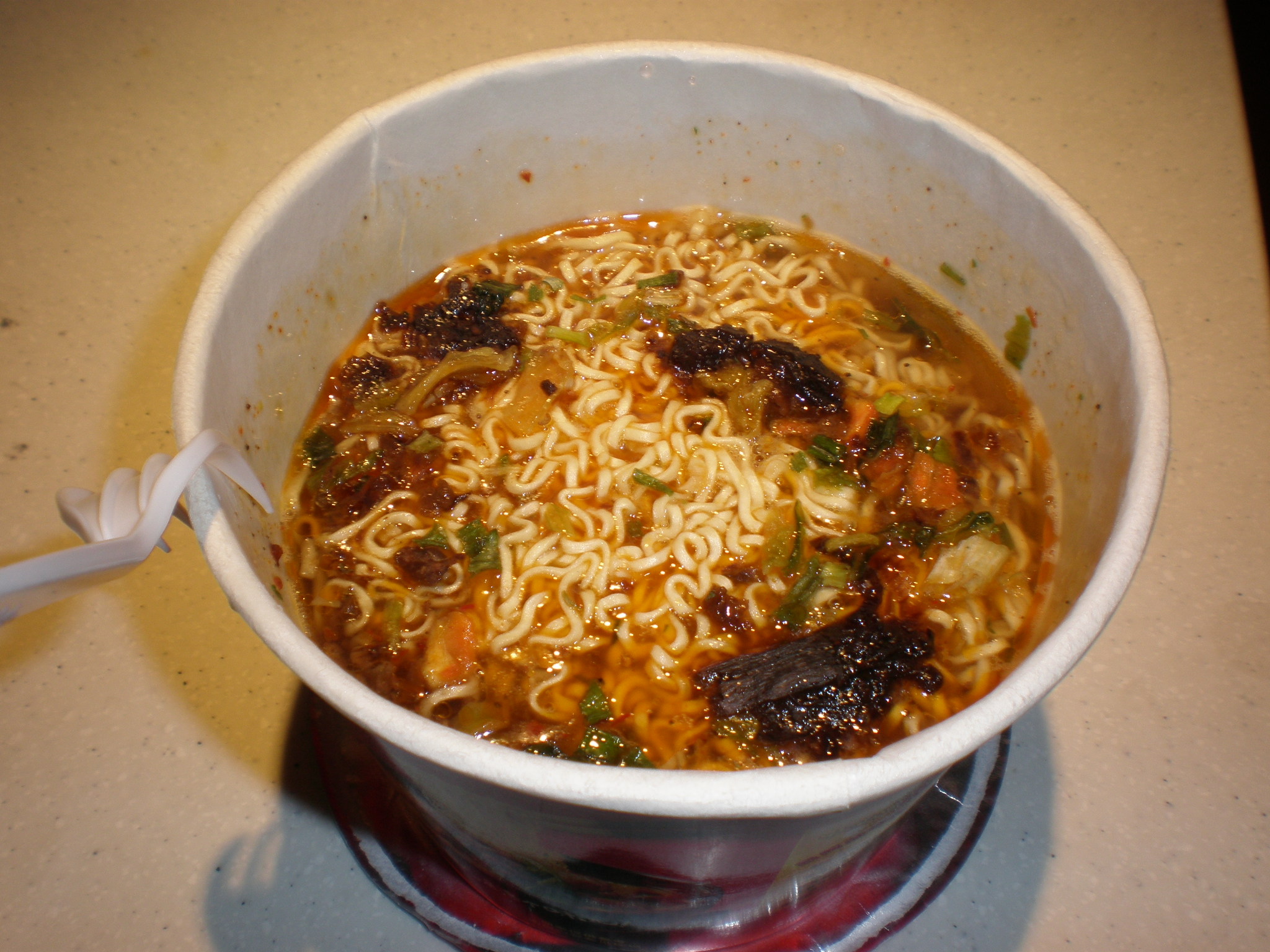
Um copo de macarrão instantâneo ramen com carne assada

Esta é uma lista de alimentos instantâneos. Os alimentos instantâneos são alimentos de conveniência que requerem um preparo mínimo, geralmente apenas com a adição de água ou leite. Alguns autores definem alimentos "instantâneos" como aqueles que requerem menos de cinco minutos de preparação e "alimentos ultra instantâneos" como aqueles que requerem menos de um minuto. Os alimentos instantâneos são geralmente desidratados, liofilizados ou condensados.

## Alimentos instantâneos

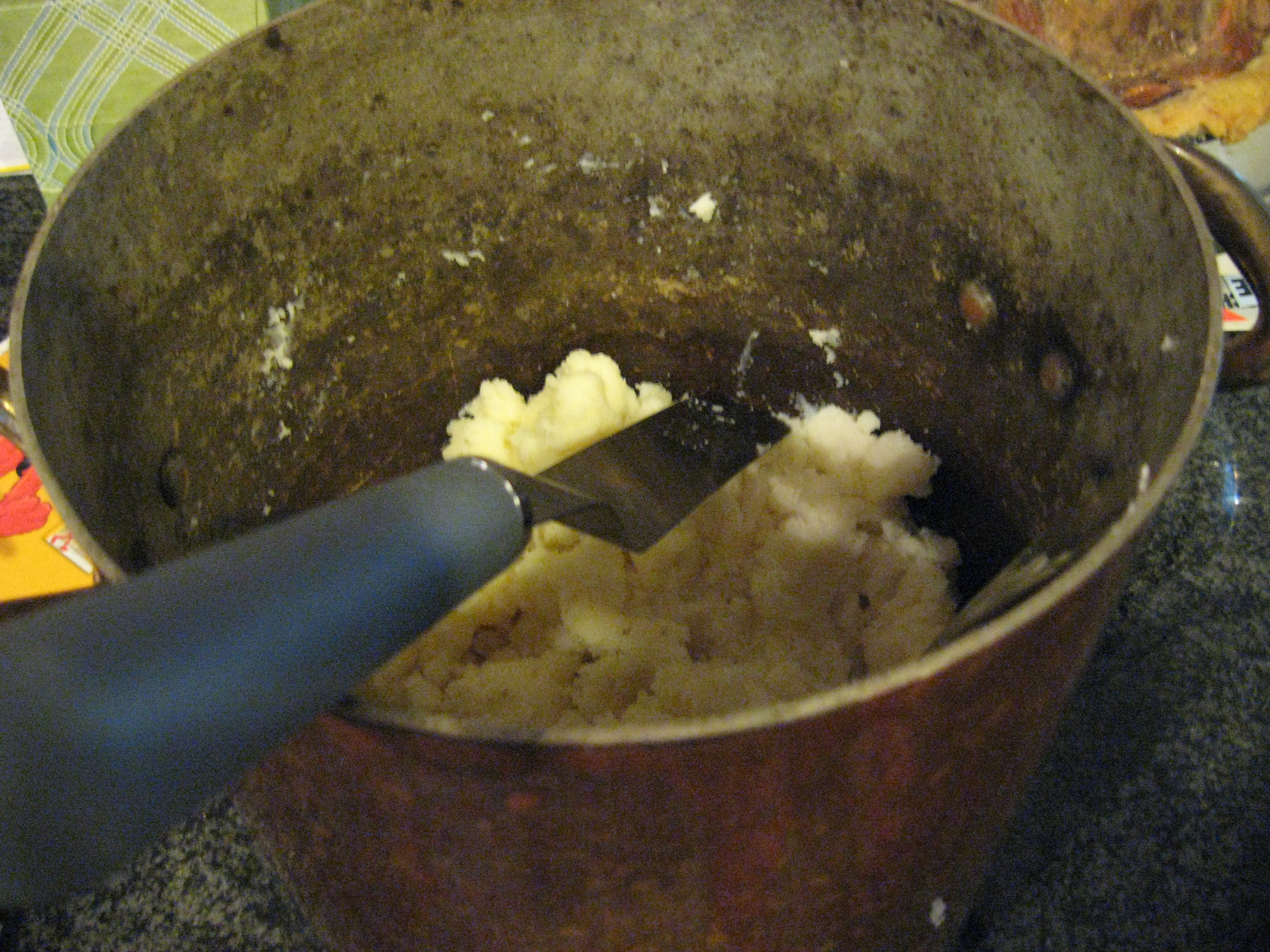
Purê de batatas instantâneo

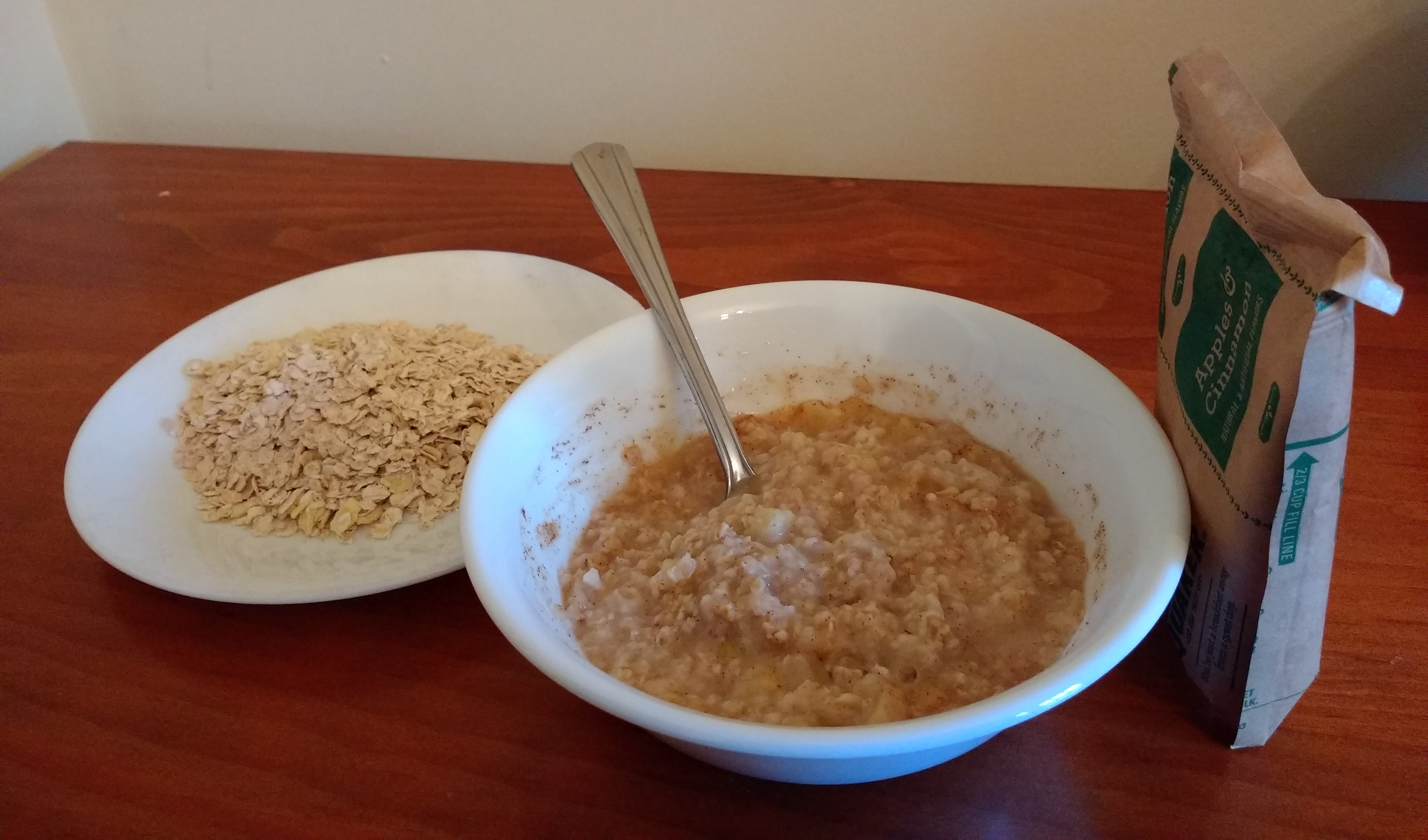
Quaker Instant Oatmeal

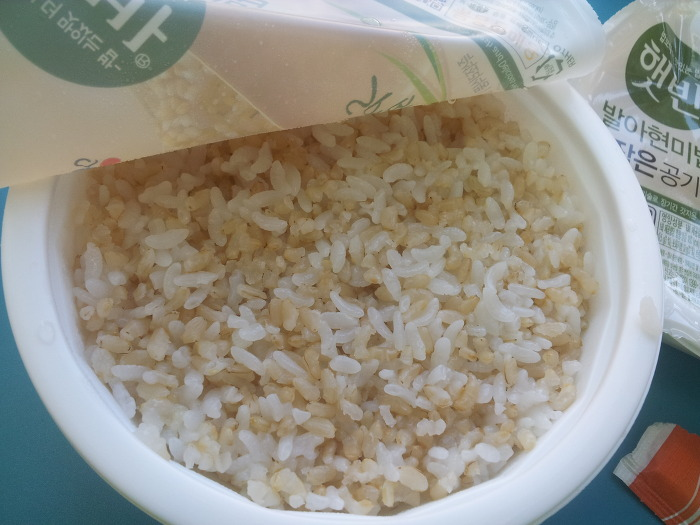
Arroz instantâneo – A foto mostra um arroz integral para micro-ondas

- Comida instantânea para bebês – a comida desidratada para bebês foi produzida pela Gerber e pela Heinz na década de 1980.[5] Os produtos de comida desidratada para bebês produzidos por ambas as empresas consistiam em flocos de alimentos desidratados.[5][6] O produto da Gerber nunca se tornou um produto amplamente utilizado, ele só foi testado em Omaha, Nebraska, por cerca de oito a nove meses, e a adoção do consumidor não foi suficiente para que o produto fosse produzido em massa.[6]
  - Pablum
- Bird's Custard
- Alimentos para acampamento
- Sopa condensada
- Ovos em pó
- Molho de carne instantâneo[5][7] – Bisto é uma marca de molho instantâneo em pó que é produzida e consumida na Grã-Bretanha desde 1908.[8][9]
- Purê de batatas instantâneo[10][9]
  - Smash – marca de purê de batatas instantâneo do Reino Unido
- Macarrão instantâneo[9]
  - Cup Noodles
  - Lista de marcas de macarrão instantâneo
- Mingau de aveia instantâneo – o Quaker Instant Oatmeal é um exemplo
- Pudim instantâneo[9]
- Mingau instantâneo[11][12] – Um exemplo é a marca Cream of Wheat, que inclui uma variedade instantânea em sua linha de produtos.[13]
- Arroz instantâneo[14][15]
  - Minute Rice – marca de arroz instantâneo[9]
- Curry instantâneo
  - S&B Foods – marca de curry instantâneo
- Sopa instantânea
  - Cup-a-Soup[16]
  - Sopa portátil
- Misturas de molhos instantâneos
- Tofu instantâneo em pó – introduzido e produzido por volta de 1966 pela Indústria de Proteínas do Japão (Nihon Tanpaku Kogyo), foi usado na época para economizar tempo na produção de tofu.[17] Mais tarde, em 1973, uma marca de tofu instantâneo em pó chamada Hausu Hontôfu foi produzida e comercializada para os consumidores pela Hausu Foods Company.[17]

Alimentos instantâneos
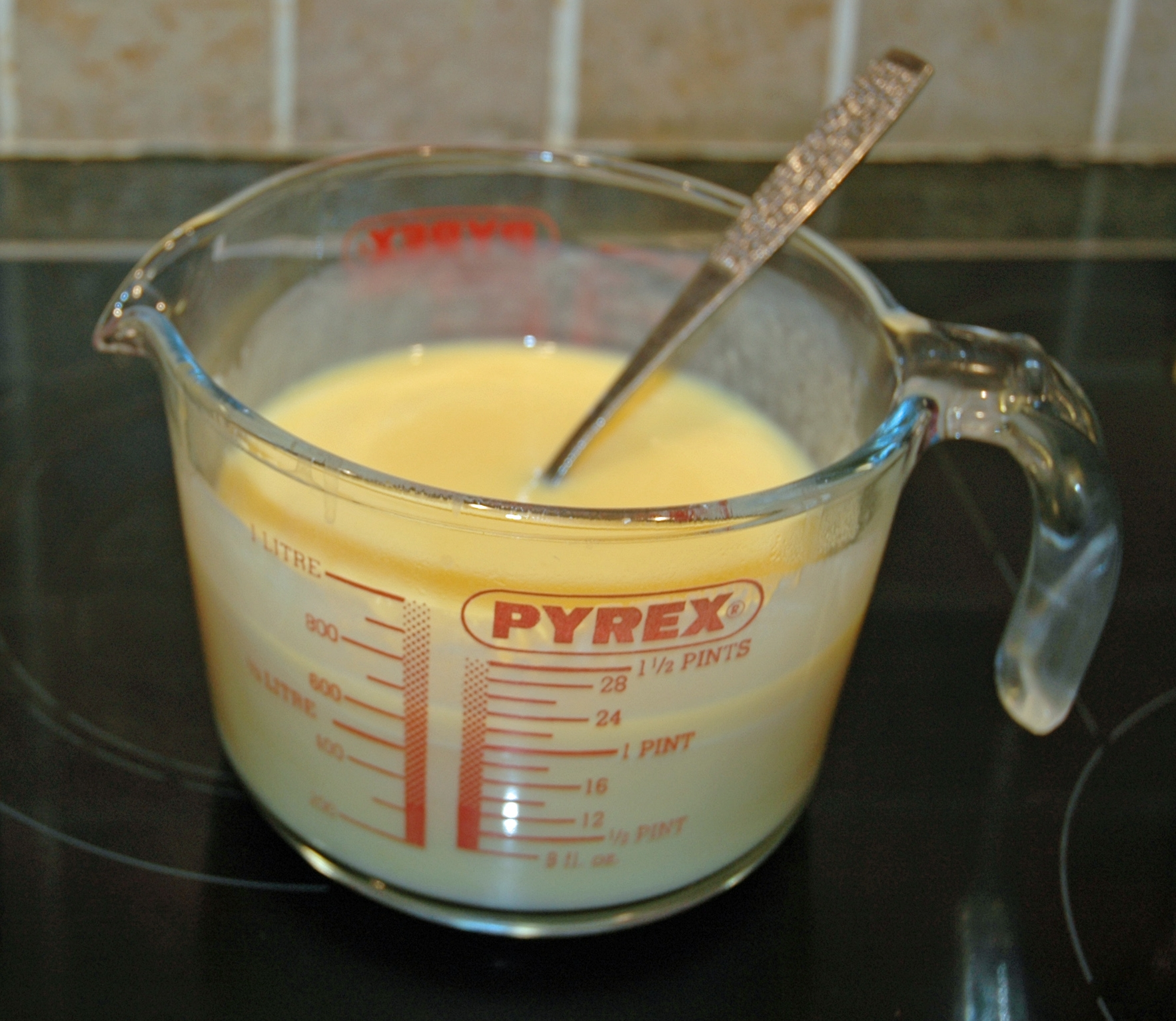
Bird's Custard mexido
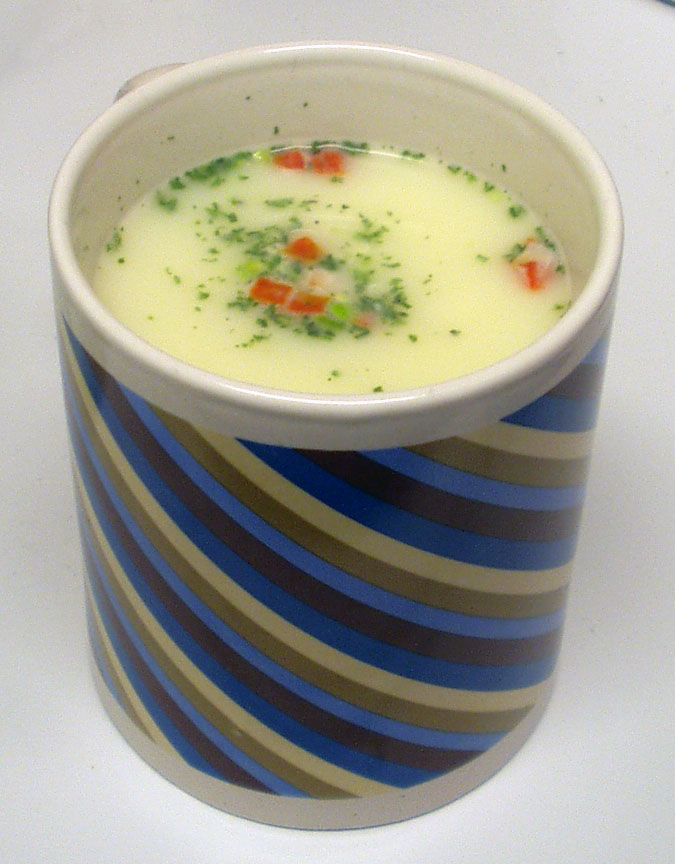
Cup-a-Soup sabor frango e vegetais pronta
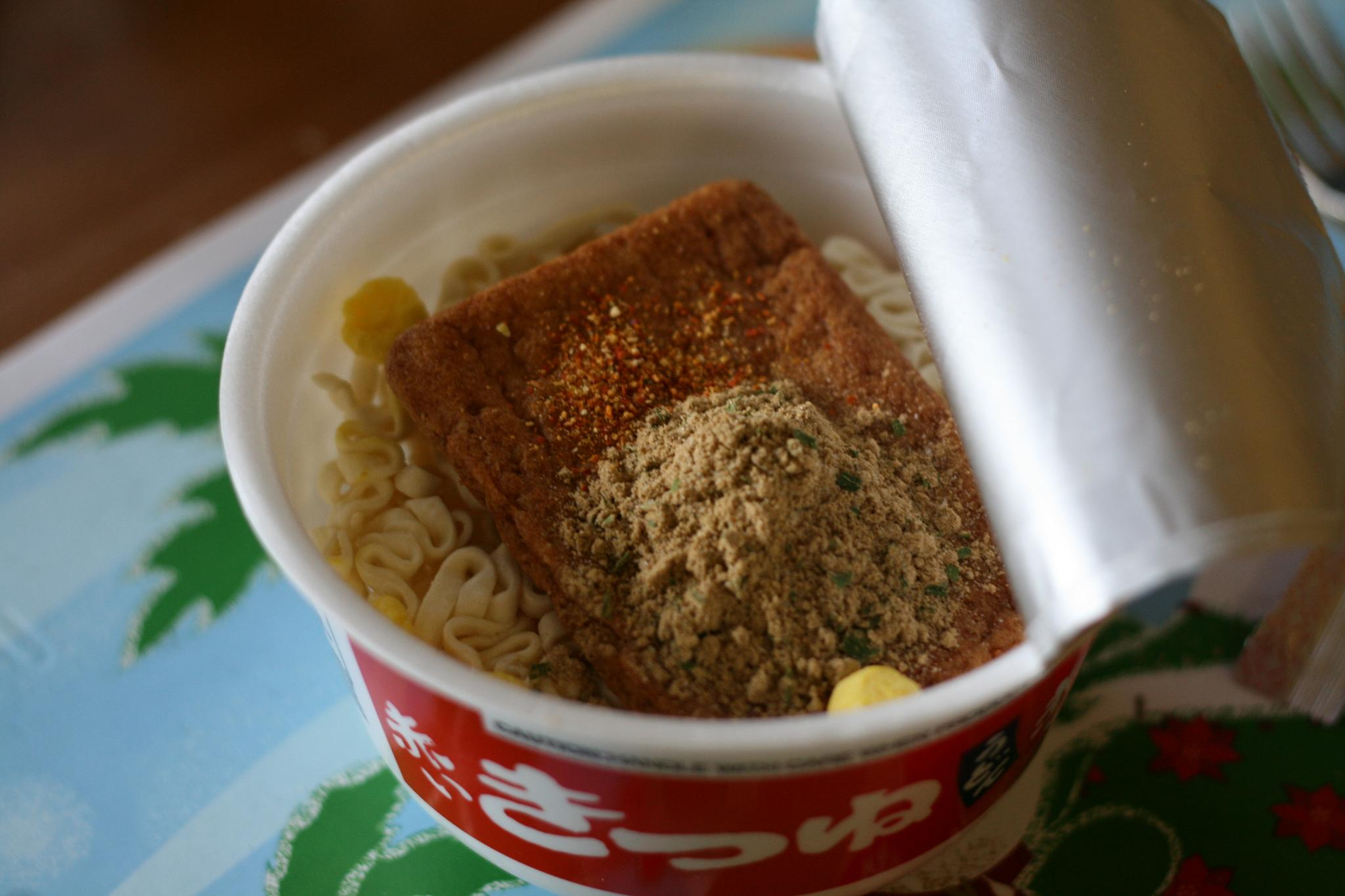
Um copo aberto de uma marca de macarrão instantâneo embalado com tofu frito desidratado
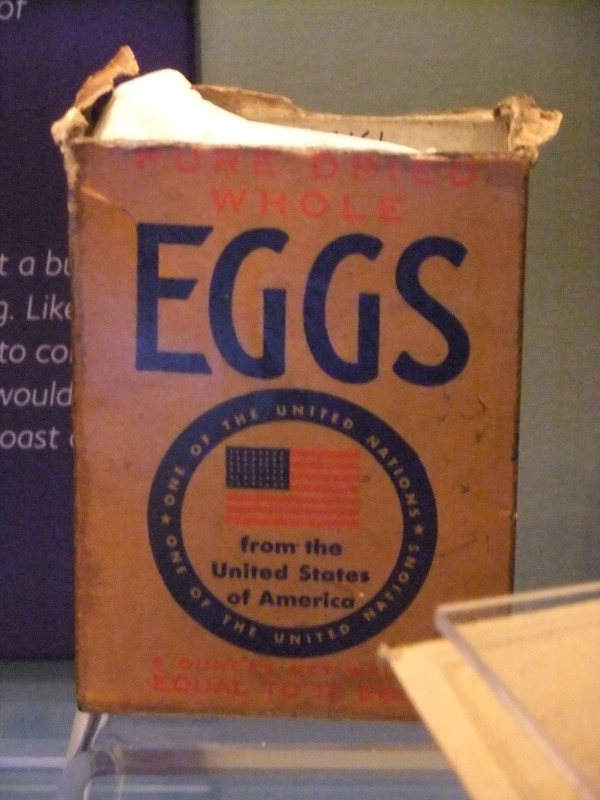
Uma caixa de ovos em pó fabricados nos EUA, preparados com ovos secos inteiros

### Bebidas

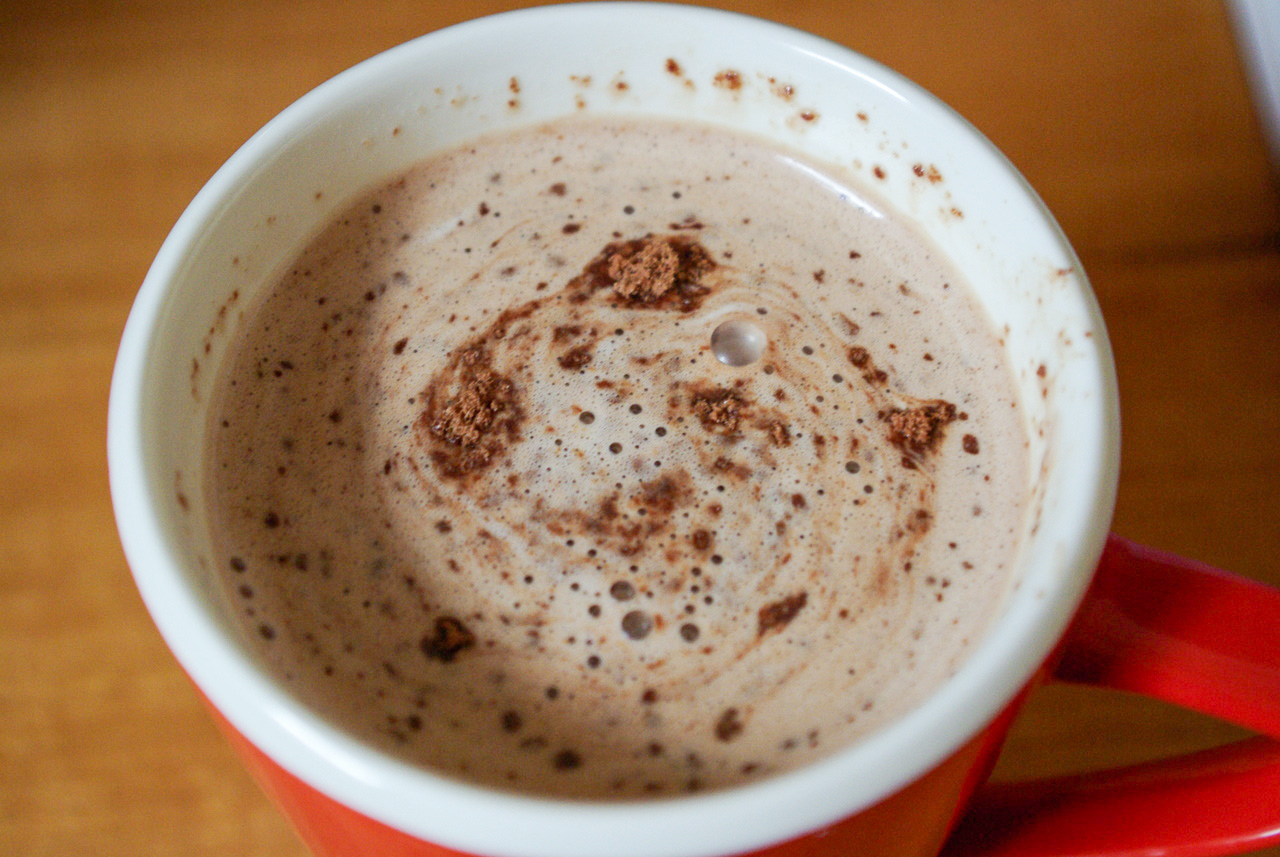
Uma xícara de Milo quente

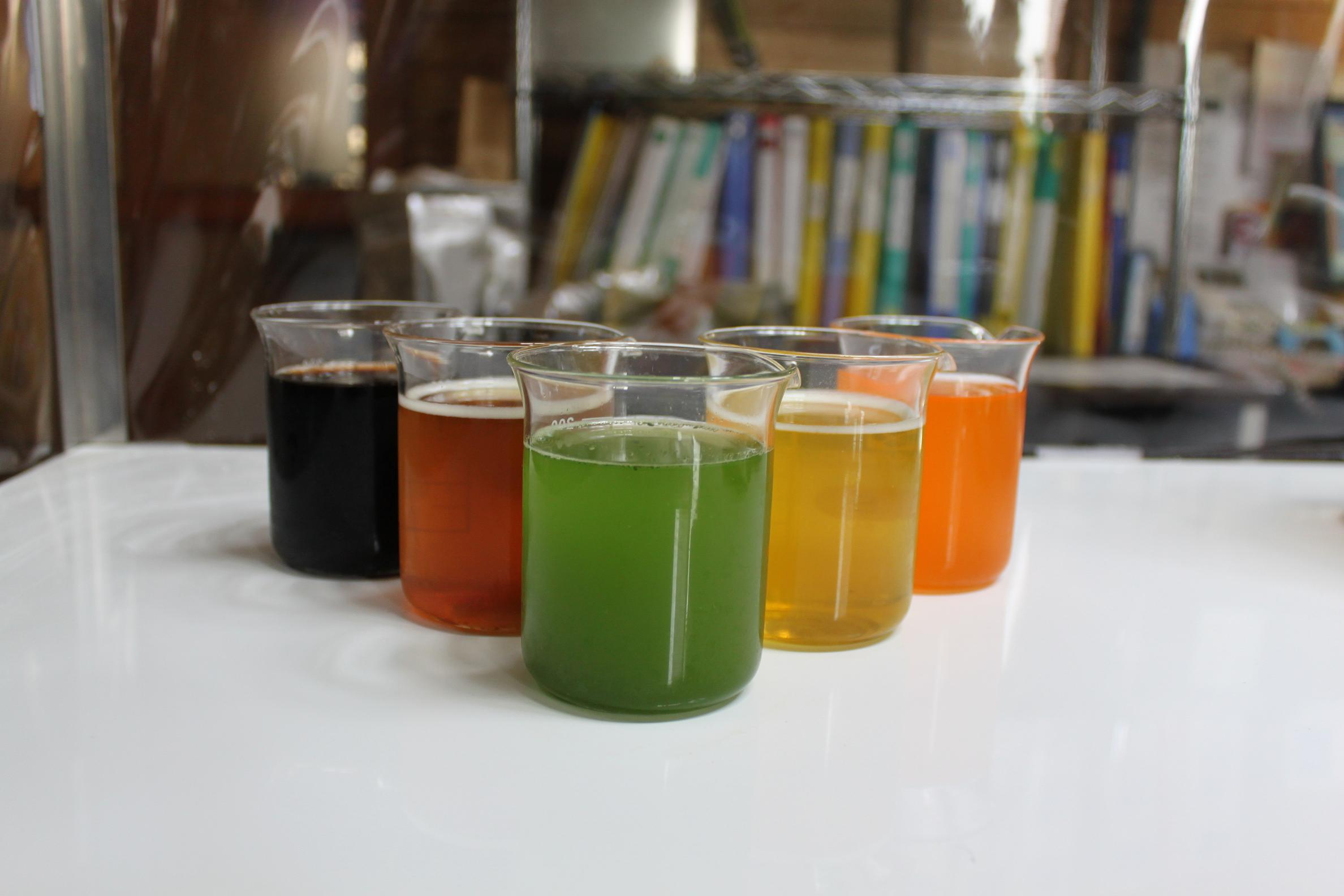
Vários chás solúveis reconstituídos

- Awake – um suco de laranja artificial cuja existência foi curta, formulado pela General Foods Corporation e lançado em 1964.[18] Foi um antecessor do Tang.[18]
- Café da manhã instantâneo[19]
- Bebidas achocolatadas
  - Chocolate quente[20]
    - Swiss Miss – Chocolate quente

  - Milo – pode ser preparado quente ou gelado
  - Nesquik
  - Ovomaltine
- Café solúvel[3]
- Bebida em pó[21]
- Sucos de frutas liofilizados[3]
- Leite em pó – em uma sessão realizada em 1986 em Moscou, Rússia, a Federação Internacional de Laticínios definiu o leite em pó desnatado instantâneo como qualificado para o termo "instantâneo" quando não são necessários mais de quinze segundos para que todos os grumos desapareçam quando o pó é misturado com água e agitado.[2]
  - Leite de coco em pó[22]
- Tang – bebida com sabor de frutas que foi originalmente formulada pelo cientista de alimentos da General Foods Corporation, William A. Mitchell,[23] em 1957. Foi comercializada em pó pela primeira vez em 1959.[24][25] A marca Tang é de propriedade da Mondelēz International.
- Chá solúvel[2][3]
  - Chá com leite solúvel – um pó instantâneo produzido em massa[26]

Bebidas instantâneas
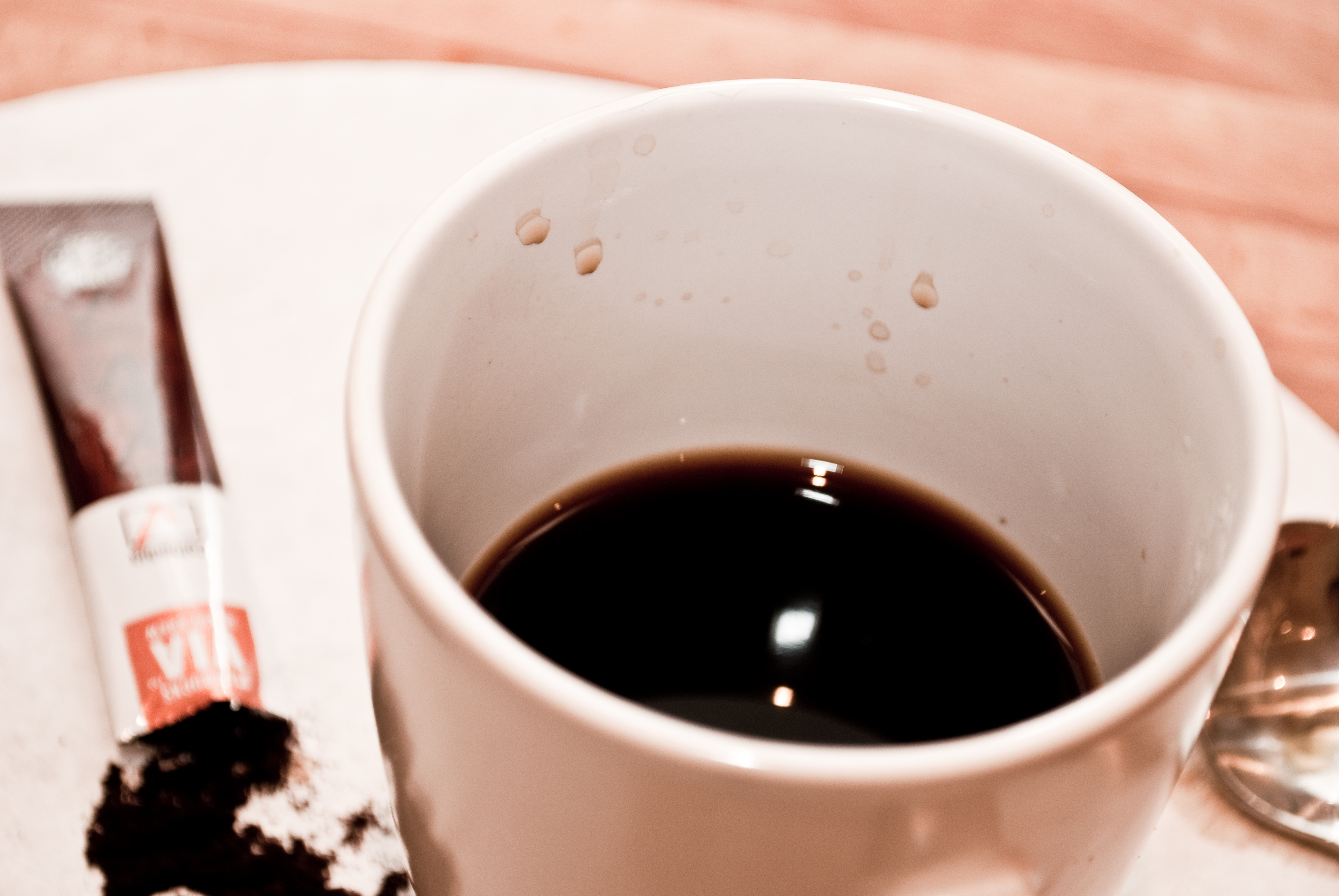
Uma xícara de café solúvel da Starbucks
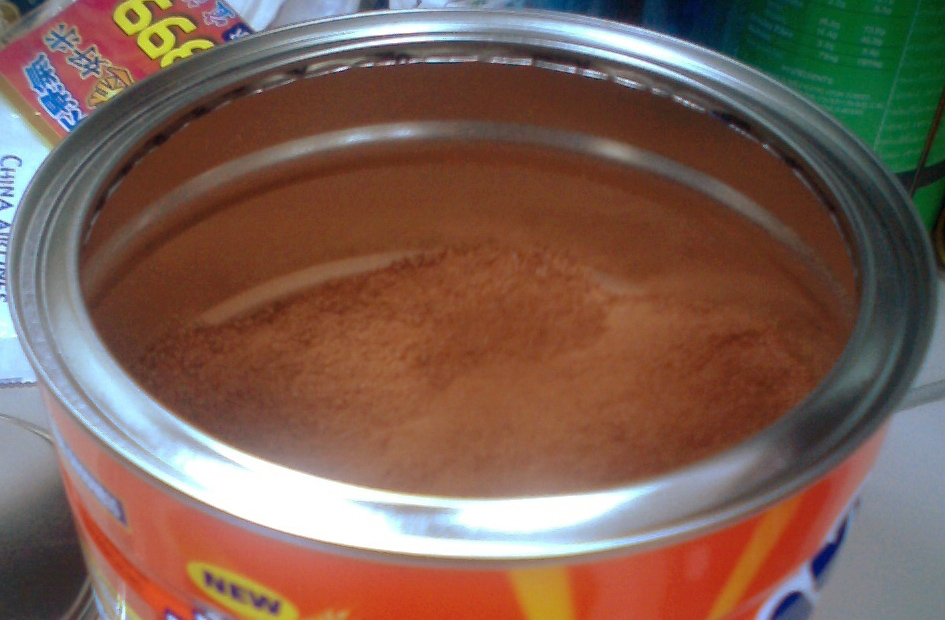
Ovomaltine na lata
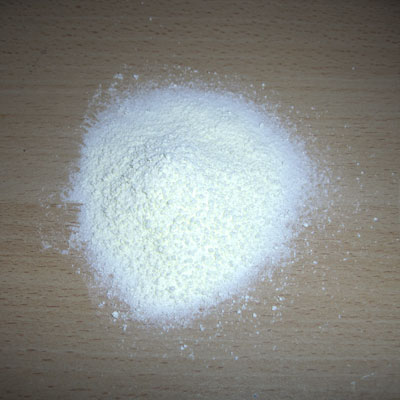
Leite em pó
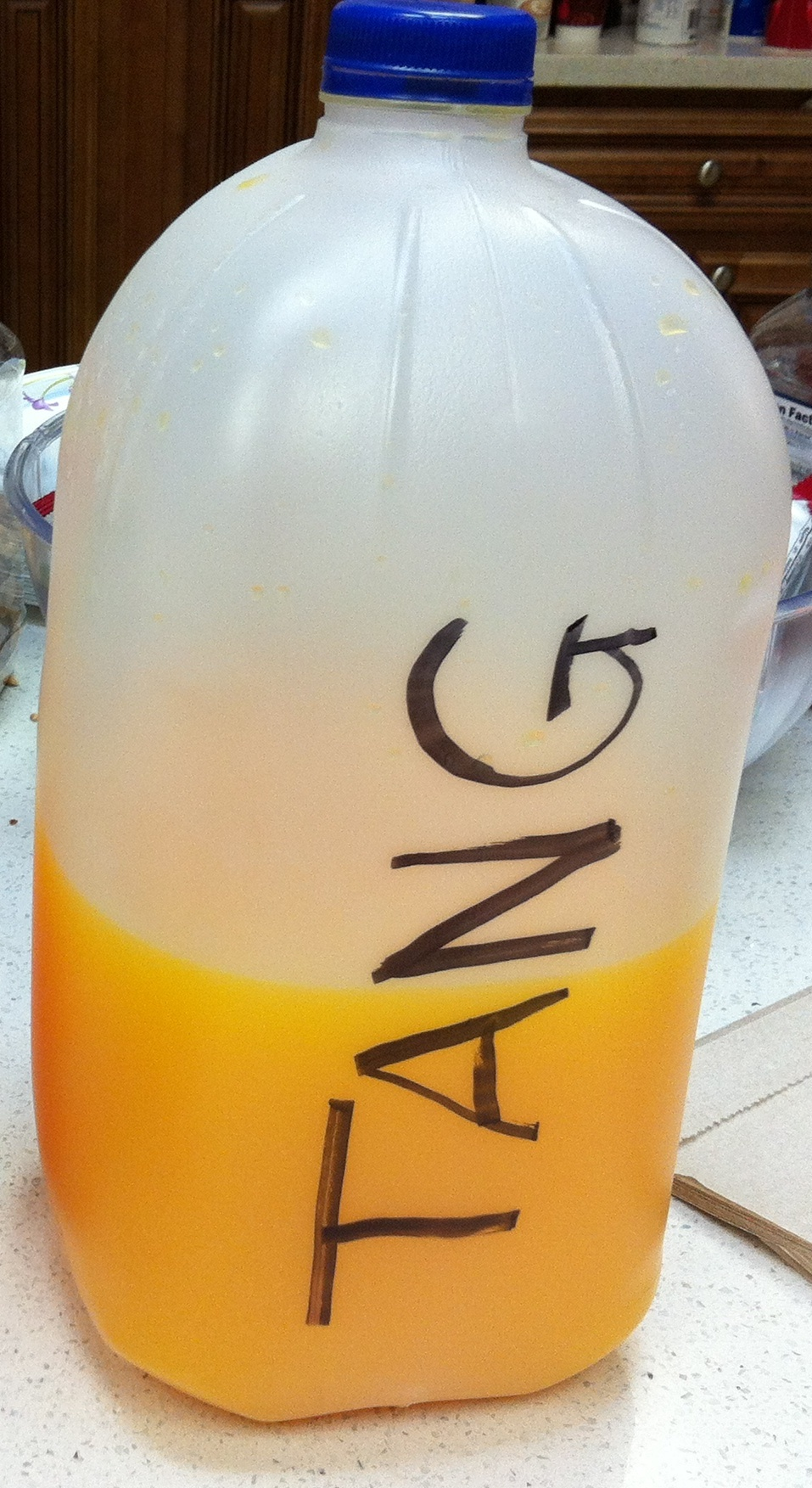
Tang preparado

### Rações

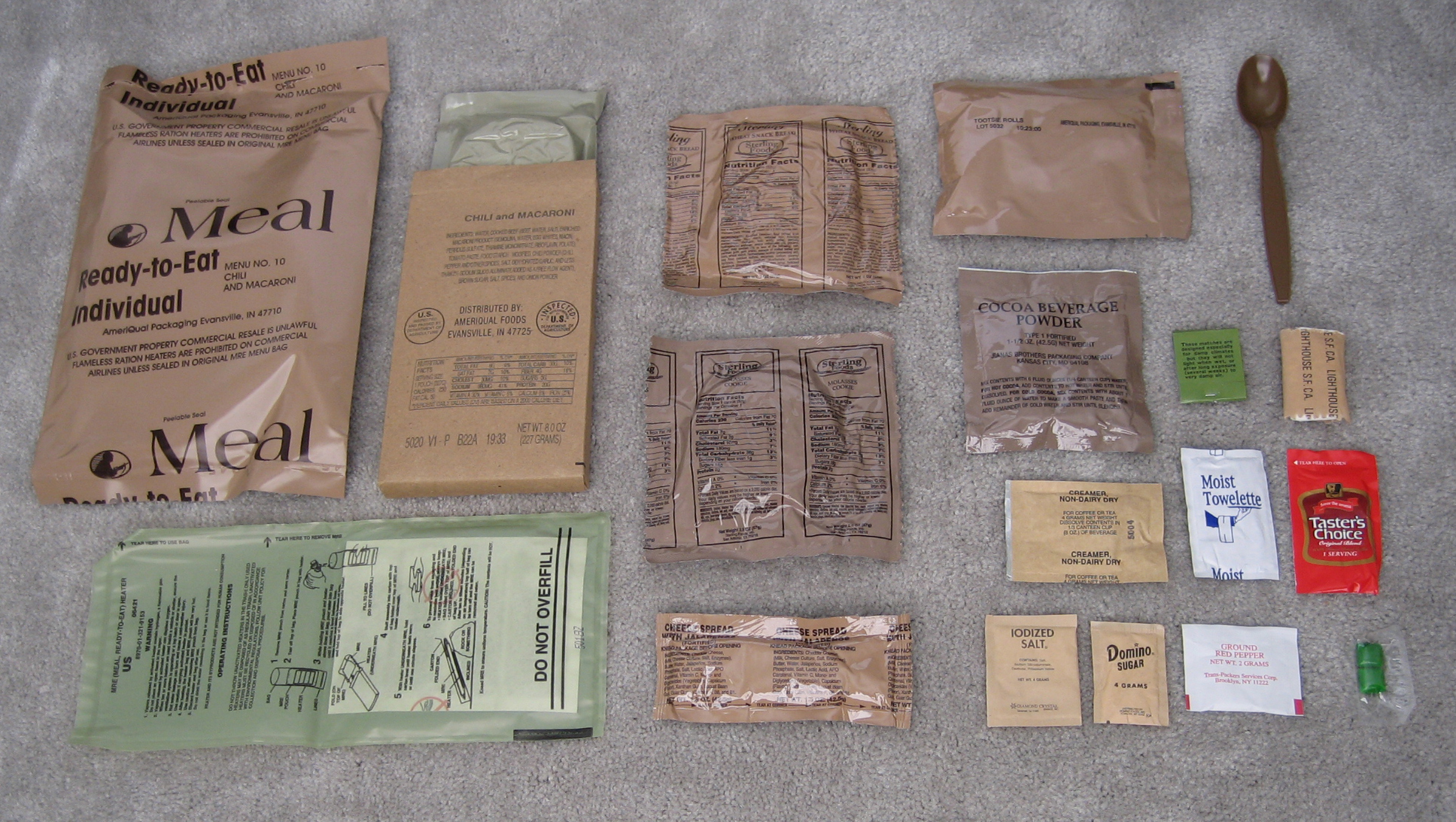
Conteúdo de uma embalagem de Meal, Ready-to-Eat

- Ração de combate – Uma ração de campo, ração de combate ou porção de ração é uma refeição enlatada, ou pré-embalada, facilmente preparada e consumida, transportada por tropas militares no campo de batalha.
  - Ração diária humanitária
  - Pacote de refeição individual
  - Meal, Ready-to-Eat
- Rações militares